# Украинские шерифы
«Украи́нские шери́фы» — украинско-латвийско-немецкий документальный фильм режиссёра Романа Бондарчука. Мировая премьера картины состоялась 20 октября 2015 года на Амстердамском международном документальном кинофестивале.
«Украинские шерифы» были выдвинуты Украиной на премию «Оскар» за лучший фильм на иностранном языке, однако в итоге не получили номинацию.

## Сюжет
Фильм рассказывает о рабочих буднях двух жителей села Старая Збурьевка — 50-летнего Виктора Кривобородько и 44-летнего Владимира Рудковского. Из-за того, что в селе практически полностью отсутствуют правоохранительные органы, двое смельчаков решили взять на себя обязанности стражей порядка.
«Шерифы» Виктор и Владимир утихомиривают семейные конфликты, разнимают дерущихся сельчан, ищут утопленников, и попросту занимаются всем, кроме криминальных преступлений. Наблюдая за их работой, зрители вскользь видят насущные проблемы Старой Збурьевки, а также изъяны, касающиеся всей Украины.

## Производство и выпуск
«Украинские шерифы» снимались на протяжении четырёх лет. После окончания съёмок, на местных выборах в 2015 году, главные герои картины были избраны депутатами тамошнего сельского совета.
Впервые готовый фильм показали 20 октября 2015 года на Амстердамском международном документальном кинофестивале. 26 марта 2016-го картину показали на кинофестивале Docudays UA в Украине. Телепремьера ленты в немецком дубляже состоялась 4 апреля 2016 года на германо-французском телеканале ARD Arte.

## Награды и номинации
| Награды и номинации фильма «Украинские шерифы» | Награды и номинации фильма «Украинские шерифы»           | Награды и номинации фильма «Украинские шерифы»                      | Награды и номинации фильма «Украинские шерифы» | Награды и номинации фильма «Украинские шерифы» |
| Год                                            | Кинопремия / Кинофестиваль                               | Категория                                                           | Номинант                                       | Результат                                      |
| ---------------------------------------------- | -------------------------------------------------------- | ------------------------------------------------------------------- | ---------------------------------------------- | ---------------------------------------------- |
| 2015                                           | Амстердамский международный документальный кинофестиваль | Специальный приз жюри за лучший полнометражный документальный фильм | «Украинские шерифы»                            | Победа                                         |